# 沃尔特·哈泽德
沃尔特·“沃尔特”·哈泽德（英語：Walter "Walt" Hazzard，1942年4月15日—2011年11月18日），后改名迈赫迪·阿卜杜勒-拉赫曼（英語：Mahdi Abdul-Rahman），美国男子篮球运动员。他曾代表美国获得1964年夏季奥运会篮球比赛男子金牌。他于2011年在加利福尼亚州洛杉矶去世。